# Падалка, Анна Дмитриевна
Анна Дмитриевна Падалка (4 февраля 1920, село Селидовка, Бахмутский район, Донецкая губерния, Украинская ССР — неизвестно, Селидово, Донецкая область, Украинская ССР) — звеньевая колхоза имени Кирова Красноармейского района Донецкой области, Украинская ССР. Герой Социалистического Труда (1966).

## Биография
Родилась в 1920 году в крестьянской семье в селе Селидовка (сегодня — город Селидовка) Бахмутского района. После окончания сельской школы с конца 1930-х годов трудилась в местном колхозе. После освобождения Донбасса осенью 1943 года от немецкой оккупации восстанавливала разрушенное колхозное хозяйство, затем продолжила трудиться в полеводческой бригаде. После укрупнения колхоза в 1951 году — звеньевая полеводческого звена в колхозе имени Жданова (с декабря 1962 года — имени Кирова) Красноармейского района (сегодня — Покровский район).
Звено под её руководством ежегодно показывало высокие трудовые результаты. В завершающем 1965 году Семилетки (1959—1965) её звено вырастило в среднем с каждого гектара по 40 центнеров кукурузы на участке площадью 55 гектаров. Указом Президиума Верховного Совета СССР от 30 апреля 1966 года удостоена звания Героя Социалистического Труда за «успехи, достигнутые в увеличении производства и заготовок подсолнечника, льна, конопли, хмеля и других технических культур» с вручением ордена Ленина и золотой медали «Серп и Молот» (№ 11144).
После выхода на пенсию проживала в Селидове. С 1975 года — персональный пенсионер союзного значения. Дата смерти не установлена.